# Niemand weint für immer
Niemand weint für immer ist ein deutsches Liebesmelodram aus dem Jahr 1984 mit dem südafrikanisch-deutschen Schlagersänger Howard Carpendale in der Hauptrolle.

## Handlung
Nicht nur die dicht bevölkerten Nationen Nordamerikas und Europas wie auch die Indiens und China besitzen beträchtliche Umweltprobleme, auch das vergleichsweise dünn besiedelte Südafrika mit seinen Naturschönheiten hat, so will die Geschichte weismachen, diesbezüglich einige Sorgen. Aus diesem Grund wird in Johannesburg eine Wildlife-Konferenz einberufen, an der auch der Rancher und Tierarzt Steve Crain teilnimmt. Doch bald hat er nur noch Augen für ganz andere Dinge, und zwar für die wohlgeformte junge Suzy, in die sich der Mann mit dem Schmelz in der Stimme nach seiner ersten Begegnung mit ihr in einer Buchhandlung Hals über Kopf verliebt. 
Durch diese Liaison wird Steve ganz hautnah in die Umweltproblematik eingeführt, denn Suzys Vater ist Fischer, und eine massive Ölverschmutzung hat ihm seinen Lebensunterhalt gründlich ruiniert. Einen bei schrägen Vögeln aufgenommenen Kredit kann er nun nicht mehr zurückzahlen, was fürchterliche Folgen nach sich zog. Als er kein Geld mehr verdienen konnte, wurde Töchterchen Suzy von seinen Gläubigern dazu gezwungen, auf den Strich zu gehen und als Prostituierte das geschuldete Geld heranzuschaffen. So geriet sie prompt an die finstere Madame Karen, eine fiese Puffmutter mit höchst krimineller Energie, und ihrem brutalen Handlanger Nico. 
Steves Liebe ist mittlerweile so stark, dass er seine Suzy, die nach ihrer Flucht vor dem Luden von ihrem Zuhälter aufgespürt, im Gesicht entstellt und schließlich im Wüsten-Nirgendwo ausgesetzt wird, schließlich aus ihrem Elend mit aller Macht befreit. Bevor Steve und Suzy eine gemeinsame Zukunft planen können, nimmt der Tierarzt blutige Rache an demjenigen Schurken, der das Gesicht seiner Liebsten mit hässlichen Schnitten verunziert hat. Bald sind alle Tränen getrocknet, und Howie singt herzerweichend glückselig: „Niemand weint für immer“.

## Produktionsnotizen
Niemand weint für immer wurde vor Ort in Südafrika gedreht und am 15. November 1984 in Berlin uraufgeführt. Der Fernsehsender RTL war Co-Produzent des Films.

## Kritik
„Verlogenes Möchtegern-Melodram, das mit seinem halbseidenen Milieu kokettiert und dessen Dialoge zynische Frauenverachtung verraten. Gedacht als Star-Vehikel für den Schlagersänger Howard Carpendale.“